# Casabó (Montevideo)
Casabó es un barrio de Montevideo, inaugurado el 18 de julio de 1921.

## Ubicación

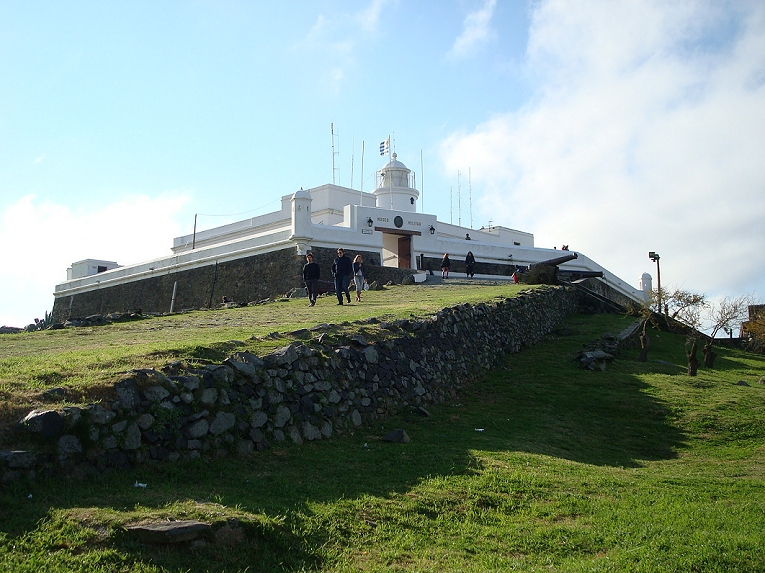
Fortaleza del Cerro (Montevideo, Uruguay)

Se encuentra al suroeste de Montevideo, entre los barrios de Santa Catalina, al Oeste, Villa del Cerro hacia el Este, Villa Esperanza hacia el Norte y el Río de la Plata hacia el Sur.
Casabo es la extensión occidental de la Villa del Cerro y que incluye la Fortaleza del Cerro, el Parque Dr. Carlos Vaz Ferreira y las ruinas del Frigorífico Swift.

## Plaza de los Derechos
En la intersección de las calles Etiopía y Senegal se encuentra la Plaza de los Derechos inaugurada el 28 de noviembre de 2012. Esta plaza que está situada contigua a la escuela N°318/143 en el barrio Casabó, fue realizada con una inversión de  $ 40.000 aprobada por la mesa de coordinación zonal en 2011, más una parte de recursos correspondientes al ejercicio de 2012. La obra fue apoyada por el proyecto Casabó Limpio, la Intendencia de Montevideo, el Instituto de Promoción Económico y Social del Uruguay (IPRU), Municipio A y CEPID.